# 張本邦雄
張本 邦雄（はりもと くにお、1951年3月19日 - ）は、日本の経営者、実業家。TOTO社長、会長を務めた。東京都出身。

## 経歴
1973年に早稲田大学商学部を卒業し、同年に東陶機器（当時。現：TOTO）に入社。2003年6月に取締役に就任し、常務、専務を経て、2009年4月に社長に就任。2014年4月に会長に就任し、2020年6月からは相談役を務めた。
2014年に経営者賞を受賞し、2021年11月に瑞宝大綬章を受章。